# Carme Torras
Pour les articles homonymes, voir Torras.
Carme Torras Genís (née le 4 juillet 1956) est une informaticienne espagnole qui a contribué à la recherche sur la robotique et l'intelligence artificielle. Membre de l'Academia Europaea depuis 2010, elle écrit des ouvrages techniques en anglais et de la fiction en catalan,.  

## Biographie
Torras étudie les mathématiques à l'université de Barcelone où elle obtient une maîtrise en 1978 et l'informatique à l'université du Massachusetts où elle obtient une maîtrise en 1981. Elle obtient également un doctorat en informatique de l'université polytechnique de Catalogne en 1984. Depuis 1991, elle est chercheuse au Conseil supérieur espagnol de la recherche scientifique.  
Parallèlement à ses travaux scientifiques, elle écrit des œuvres de fiction en catalan. Pour son roman Pedres de toc, elle a reçu le Premio Primera Columna tandis que La mutació sentimental (2008) a remporté le Premio Manuel de Pedrolo pour la littérature de science-fiction. En 2012, elle publie Miracles perversos,.

## Publications scientifiques
- Guillem Alenya et Carme Torras, Robot Egomotion from the Deformation of Active Contours, INTECH Open Access Publisher, 2007 (ISBN 978-3-86611-283-4, lire en ligne).
- Carme Torras, Computer Vision : Theory and Industrial Applications, Springer Science & Business Media, 2012, 3– (ISBN 978-3-642-48675-3, lire en ligne).
- Carme Torra i Genís, Temporal-pattern learning in neural models, Springer-Verlag, 1985 (ISBN 978-3-540-16046-5, lire en ligne).

## Fictions

### Romans
- Pedres de toc, Columna Edicions; prix Primera Columna, 2003.
- La mutació sentimental, Pagès Editors; prix Manuel de Pedrolo, 2007 et prix Ictineu, 2009.
- Miracles perversos, Pagès Editors; prix Ferran Canyameres, 2011.
- Enxarxats, Editorial Males Herbes; prix Ictineu, 2018.

### Publications dans des recueils collectifs
- Zac i el rellotge de l'ànima, dans la compilation Els fills del capità Verne, Pagés Editores, 2005.
- La vita e-terna, revue Catarsis nº 13, 2013.
- Una arítmia silenciada, dans la compilation Elles també maten, Libros del Delicte, 2013.
- El joc de jocs, dans la compilation Científics lletraferits, revue Mètode, Publications de l'Université de València, 2014.
- Poshumanas, Libros de la Ballena, 2018.

## Récompenses
- 2000: Prix Narcís Monturiol pour réalisations scientifiques.
- 2007: Membre du Comité européen de coordination pour l'intelligence artificielle.
- 2010: Membre de l'Academia Europea[7].
- 2013: Membre de l'Académie des sciences et des arts de Barcelone.